# Автомат Коровина (1944)
ТКБ-345 (ТКБ-315, автомат Коровина) — стрелковое оружие: опытный автомат, сконструированный С. А. Коровиным для участия в конкурсе 1944 года на автомат под новый промежуточный патрон 7,62 мм.

## История
История создания оружия непосредственно связана с конкурсом 1944 года на автомат под промежуточный патрон 7,62 мм. Одним из первых стал образец Сергея Коровина. Было изготовлено два автомата, имевших незначительные отличия друг от друга. Из-за большой массы и длины еще до начала испытаний комиссия отнесла автомат Коровина в категорию ручных пулеметов. Так как автомат продемонстрировал лучшую надёжность среди автоматов, участвовавших в первом этапе конкурса, после его завершения образец Коровина был рекомендован для доработки, как ручной пулемёт. При этом автомат Коровина показал один из худших результатов по кучности стрельбы.
Коровин не предоставил доработанный автомат на второй этап испытаний конкурса 1944 года.
По состоянию на 2021 год два сохранившихся автомата Коровина находятся в фондах Военно-исторического музея артиллерии, инженерных войск и войск связи.
В 1946 году, для участия во втором конкурсе, Коровин сконструировал новый автомат, выполненный в компоновке «булл-пап». Однако, он не был рекомендован к дальнейшему участию в конкурсе по причине технического несовершенства.

## Конструкция
Автоматика работала по принципу отвода части пороховых газов через отверстие в стенке ствола. Газы отводились в кольцевую газовую камеру с кольцевым поршнем, охватывающим ствол. Запирание ствола — перекосом затвора вниз. Ударно-спусковой механизм ударникового типа без переводчика на одиночный огонь. Предохранитель запирал спусковой крючок. Возвратно-боевая пружина в прикладе. Магазин секторный, присоединявшийся снизу. Защелка магазина блокировалась при нажатии на спусковой крючок. Отражение гильз происходило вверх. Автомат был оснащён неотъёмными сошками и отъёмным штыком.